# Collection Terre humaine
Pour les articles homonymes, voir Terre humaine.

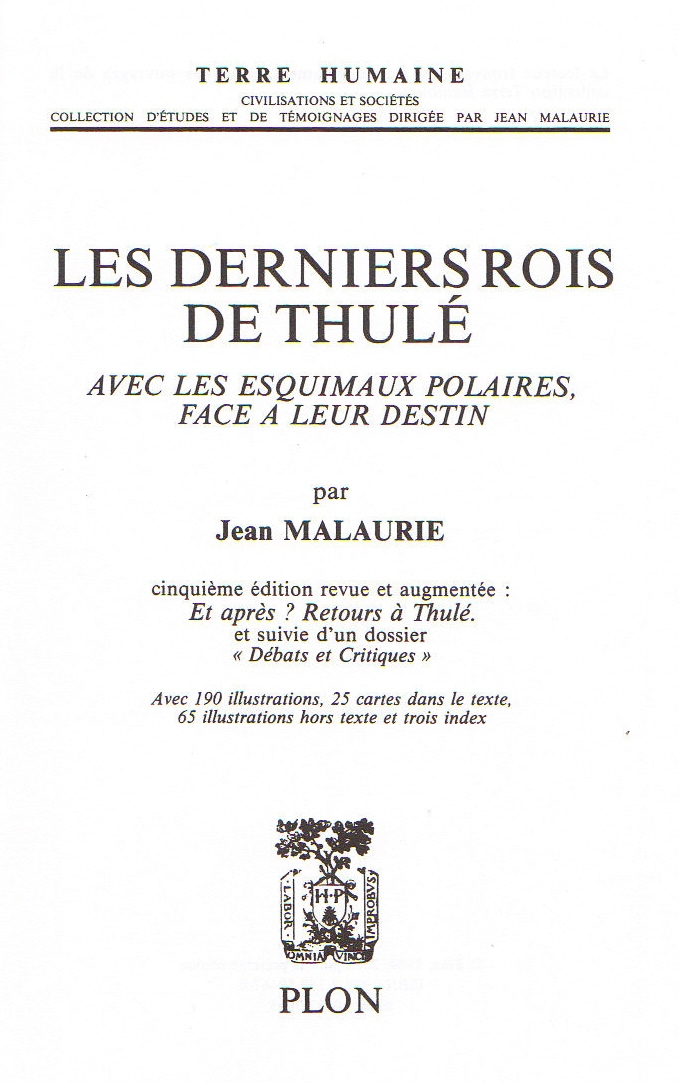
Les Derniers Rois de Thulé de Jean Malaurie

Terre humaine est une collection des éditions Plon, créée en février 1954 par Jean Malaurie. Terre humaine a publié à ce jour une centaine de titres, dont une vingtaine au moins sont considérés comme de grands classiques de l'anthropologie et de l'ethnologie.

## Historique
La collection proposée par Jean Malaurie aux éditions Plon s'ouvre en 1955 avec son ouvrage Les derniers rois de Thulé, consacré aux Inuits. Ensuite, le rythme de publication sera, en moyenne, de deux titres par an.
En 2005, pour le cinquantenaire de la parution du premier ouvrage, la Bibliothèque nationale de France organise une exposition : Terre humaine. Louons maintenant les grands hommes, ainsi qu'un colloque. À cette occasion, plusieurs ouvrages sont publiés.
De 2016 à janvier 2021, la collection a été dirigée par Jean-Christophe Rufin.
Depuis février 2021, la collection est dirigée par Philippe Charlier,.

## Esprit de la collection
Jean Malaurie[réf. souhaitée] a voulu donner la parole aux minorités, aux « populations de culture orale, dont la parole est confisquée », faire une place au récit à la première personne, accueillir des textes « sans souci de classe, de discipline et de clocher ». « J'ai voulu casser la barrière entre ceux qui savent et les autres, rendre le bonheur de comprendre accessible à tous. Et rétablir cette part de sensibilité première, cette vérité du "je" et de l'intime si méprisée de nos savants au nom de l'objectivité scientifique. »
« Je ne veux pas que l'Histoire soit une addition de ghettos, mais de rencontres. » Et, dans cet esprit, il a ouvert sa collection à des ouvrages d'explorateurs et d'ethnologues, à des témoignages des milieux paysans et ouvriers, à des œuvres de la tradition orale, à des textes peu connus de grands auteurs comme Zola, Ramuz ou Segalen, à des livres de combat ou d'indignation

## Les tirages de Terre humaine
Tandis que la plupart des auteurs de la collection vendent plus de 10 000 exemplaires, certains titres ont connu des tirages de plus d'un million d'exemplaires : Tristes Tropiques, Les Derniers Rois de Thulé et Le Cheval d'orgueil. À plus de 500 000 exemplaires, on trouve L'été grec et Toinou. Les Poilus et Les Naufragés se sont écoulés à plus de 100 000 exemplaires.

## Liste de titres parus dans la collection

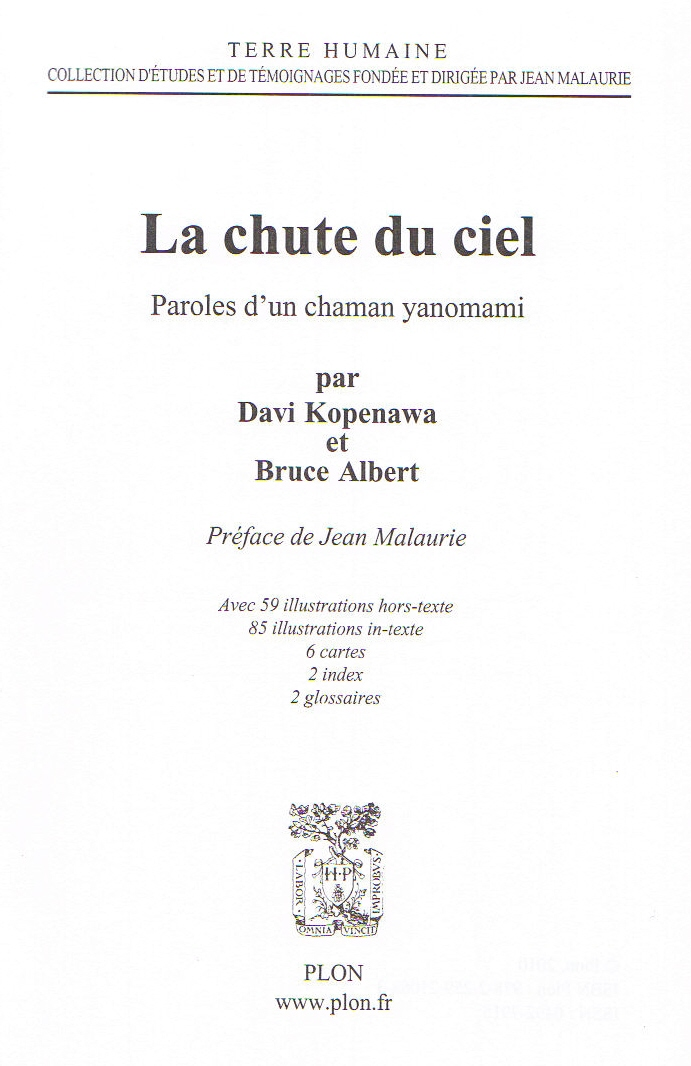
La Chute du Ciel de Bruce Albert et Davi Kopenawa

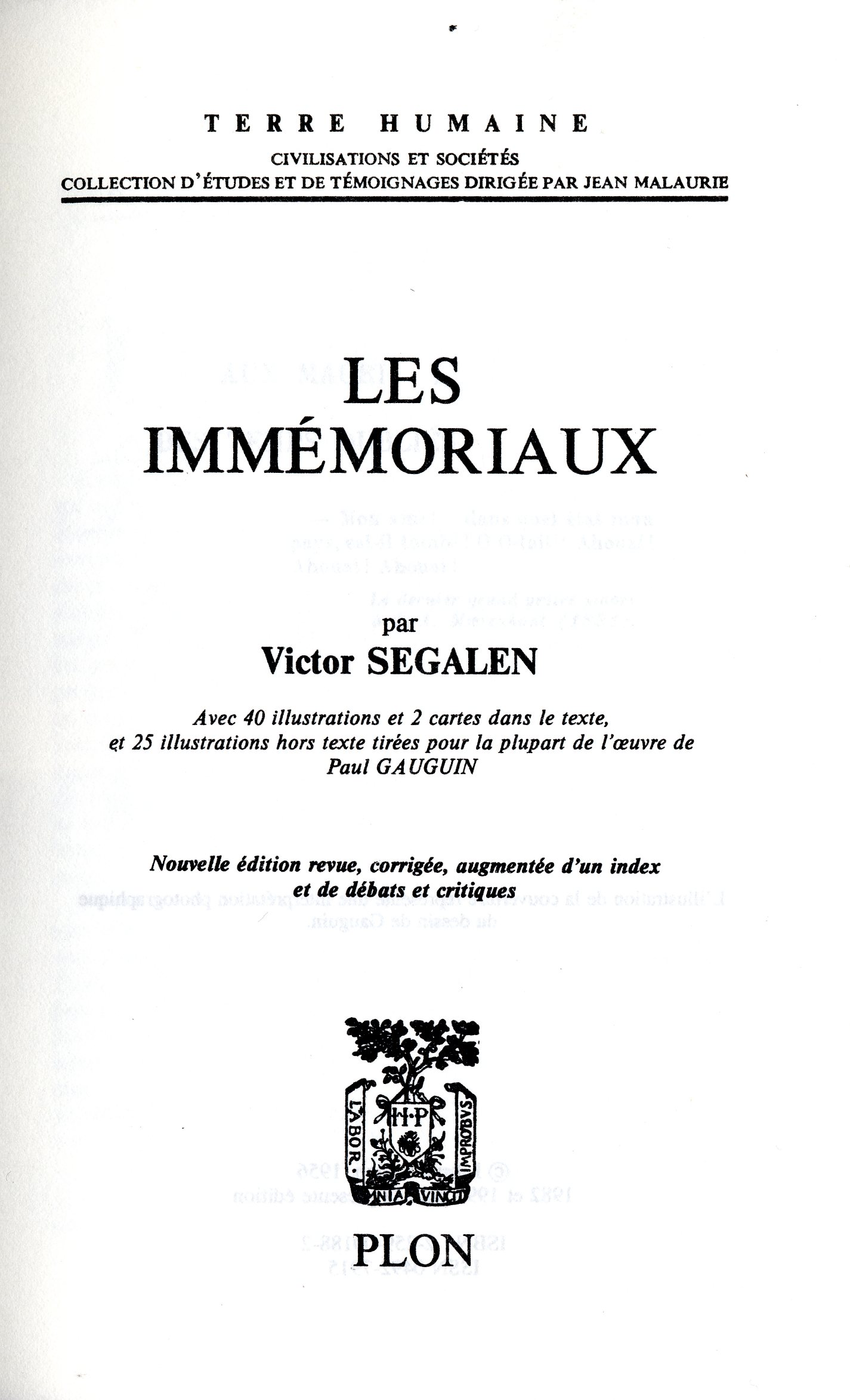
Les Immémoriaux de Victor Segalen

### Années 1950
- Jean Malaurie, Les Derniers Rois de Thulé. Avec les Esquimaux polaires face à leur destin, 1955 (1989).
- Claude Lévi-Strauss, Tristes Tropiques, 1955.
- Victor Segalen, Les Immémoriaux, 1956 (1993); or. 1907.
- Georges Balandier, Afrique ambiguë, 1956.
- Don C. Talayesva, Soleil hopi. L'autobiographie d'un Indien Hopi, 1957 (1983).

### Années 1960
- Francis Huxley, Aimables sauvages. Chronique des Indiens Urubu de la forêt amazonienne, 1960; or. 1956.
- René Dumont, Terres vivantes. Voyages d'un agronome autour du monde, 1961.
- Margaret Mead, Mœurs et sexualité en Océanie, 1963, I y II; or. 1928 y 1935.
- Mahmut Makal, Un village anatolien. Récit d’un instituteur paysan (Turquie), 1963 (1985); or. 1949.
- Georges Condominas, L'exotique est quotidien. Sar Luk (Vietnam central), 1966 (1977).
- Robert Jaulin, La Mort Sara. L’ordre de la vie ou la pensée de la mort au Tchad, 1967.
- Jacques Soustelle, Les Quatre Soleils. Souvenirs et réflexions d'un ethnologue au Mexique, 1967 (1982).
- Theodora Kroeber, Ishi. Testament du dernier Indien sauvage de l’Amérique du Nord, 1968 (1987); or. 1961.
- Ettore Biocca, Yanoama. Récit d'une jeune femme brésilienne enlevée par les Indiens, 1968; or. 1965.
- Mary F. Smith et Baba Giwa, Baba de Karo. L'autobiographie d'une musulmane haoussa du Nigeria, 1969 (1983); or. 1954.

### Années 1970
- Richard Lancaster, Piegan. Chronique de la mort lente. La réserve indienne des Pieds-Noirs, 1970; or. 1966.
- William H. Hinton, Fanshen. La Révolution communiste dans un village chinois, 1971; or. 1966.
- Ronald Blythe, Mémoires d’un village anglais. Akenfield (Suffolk), 1972 (1993); or. 1969.
- James Agee et Walker Evans, Louons maintenant les grands hommes. Trois familles de métayers en 1936 en Alabama, 1972 (2002).
- Pierre Clastres, Chronique des indiens guayaki. Ce que savent les Aché, chasseurs nomades du Paraguay, 1972 (1985).
- Selim Abou, Liban déraciné. Autobiographies de quatre Argentins d'origine libanaise, 1972.
- Francis A. J. Ianni, Des affaires de famille. La mafia à New York. Liens de parenté et contrôle social dans le crime organisé, 1973; or. 1972.
- Gaston Roupnel, Histoire de la campagne française, 1974; or. 1932.
- Tawfiq al-Hakim, Un substitut de campagne en Égypte. Journal d’un substitut de procureur égyptien, 1974; or. 1942.
- Bruce Jackson, Leurs prisons. Autobiographies de prisonniers et d'ex-détenus américains, 1975; préface de Michel Foucault.
- Pierre Jakez Hélias, Le Cheval d'orgueil. Mémoires d’un breton du pays bigouden, 1975 (1985).
- Jacques Lacarrière, L'Été grec. Une Grèce quotidienne de quatre mille ans, 1976 (1993).
- Adélaïde Blasquez, Gaston Lucas, serrurier. Chronique de l’anti-héros, 1976.
- Tahca Ushte y Richard Erdoes, De mémoire indienne, La vie d'un Sioux, voyant et guérisseur, 1977 (1985).
- Luis González, Les Barrières de la solitude. Histoire universelle de San José de Gracia, village mexicain, 1977 (1982); or. 1968-1972.
- Jean Recher, Le Grand Métier. Journal d’un capitaine de pêche de Fécamp, 1977 (1983).
- Wilfred Thesiger, Le Désert des déserts. Avec les Bédouins, derniers nomades de l’Arabie du Sud, 1978 (1983); or. 1959.
- Josef Erlich, La Flamme du Shabbath. Le Shabbath, moment d’éternité, dans une famille juive polonaise, 1978; or. 1970.
- C.-F. Ramuz, La pensée remonte les fleuves. Essais et réflexions, 1979; or. 1927-1949, préface de J. Malaurie.

### Années 1980
- Antoine Sylvère, Toinou. Le cri d’un enfant auvergnat (Pays d’Ambert), 1980, préface de P. J. Hélias.
- Eduardo Galeano, Les Veines ouvertes de l'Amérique latine. Une contre-histoire, 1981 (1991); or. 1971.
- Eric de Rosny, Les Yeux de ma chèvre. Sur les pas des maîtres de la nuit en pays Douala (Cameroun), 1981 (1984).
- Amicale d’Oranienburg-Sachsenhausen, Sachso. Au cœur du système concentrationnaire nazi, 1982.
- Pierre Gourou, Terres de bonne espérance. Le monde tropical, 1982.
- Wilfred Thesiger, Les Arabes des marais. Tigre et Euphrate, 1983 (1991).
- Margit Gari, Le Vinaigre et le Fiel. La vie d'une paysanne hongroise, 1983 (1989).
- Alexander Alland, La Danse de l’araignée. Un ethnologue américain chez les Abron (Côte d'Ivoire), 1984.
- Bruce Jackson et Diane Christian, Le Quartier de la mort. Expier au Texas, 1985; or. 1980.
- René Dumont, Pour l’Afrique, j’accuse. Le Journal d’un agronome au Sahel en voie de destruction, 1986 (1993).
- Émile Zola, Carnets d'enquêtes. Une ethnographie inédite de la France, 1987.
- Colin Turnbull, Les Iks. Survivre par la cruauté (Nord Ouganda), 1987; or. 1972.
- Bernard Alexandre, Le Horsain. Vivre et survivre en pays de Caux, 1988.
- Andreas Labba, Anta. Mémoires d’un lapon (Suède), 1989; or. 1969.
- Michel Ragon, L’Accent de ma mère. Une mémoire vendéenne, 1989, or. 1980.
- François Leprieur, Quand Rome condamne. Dominicains et prêtres-ouvriers, 1989.

### Années 1990
- Robert F. Murphy, Vivre à corps perdu. Le témoignage et le combat d’un anthropologue paralysé, 1990 (1987).
- Pierre Jakez Hélias, Le Quêteur de mémoire. Quarante ans de recherche sur les mythes et la civilisation bretonne, 1990.
- Jean Duvignaud, Chebika, suivi de Retour à Chebika. Changements dans un village du Sud tunisien, 1991; or. 1968.
- Laurence Caillet, La Maison Yamazaki. La vie exemplaire d'une paysanne japonaise devenue chef d’une entreprise de haute coiffure, 1991.
- Augustin Viseux, Mineur de fond. Fosses de Lens. Soixante ans de combat et de solidarité, 1991.
- Mark Zborowski et Elisabeth Herzog, Olam. Dans le shtetl d'Europe centrale, avant la Shoah, 1992; or. 1951.
- Ivan Stoliaroff, Un village russe. Récit d’un paysan de la région de Voronej. 1880-1906, 1992; or. 1986.
- Angelo Maria Ripellino, Praga magica. Voyage initiatique à Prague, 1993; or. 1973.
- Philippe Descola, Les Lances du crépuscule. Relations Jivaros (Haute-Amazonie), 1994.
- Jean et Huguette Bézian, Les Grandes Heures des moulins occitans. Paroles de meuniers, 1994.
- Viramma, Une vie paria. Le rire des asservis (Pays Tamul, Inde du Sud), 1995.
- Dominique Fernandez, La Perle et le Croissant. L’Europe baroque de Naples à Saint-Pétersbourg, 1995; photos de Ferrante Ferranti.
- Claude Lucas, Suerte. L’exclusion volontaire, 1996.
- Kenn Harper, Minik, l’Esquimau déraciné, 1997; or. 1986, préface de J. Malaurie.
- Hillel Seidman, Du fond de l’abîme. Journal du ghetto de Varsovie, 1998; or. 1946.
- Jean Malaurie, Hummocks: 1. De la pierre à l’homme, Nord-Groenland ; Arctique central canadien ; 2. Alaska, avec les chasseurs de baleine, Mer de Béring ; Tchoukotka (Sibérie), aux origines mythiques des Inuits, 1999.

### Années 2000
- Roger Bastide, Le Candomblé de Bahia (Brésil). Rite Nagô, 2000; or. 1958.
- Jean Cuisenier, Mémoires des Carpathes. La Roumanie millénaire: un regard intérieur, 2000.
- Pierre Miquel, Les Poilus. La France sacrifiée, 2000.
- Anne Marie Marchetti, Perpétuités. Le temps infini des longues peines, 2001.
- Patrick Declerck, Les Naufragés. Avec les clochards de Paris, 2001.
- Armand Pelletier et Yves Delaporte, « Moi Armand, né sourd et muet… ». Au nom de la science, la langue des signes sacrifiée, 2002.
- Darcy Ribeiro, Carnets indiens. Avec les indiens Urubus-Kaapor (Brésil), 2002; or. 1996, préfaces de l'auteur et J. Pasta.
- Dominique Sewane, Le Souffle du mort. La tragédie de la mort chez les Batammariba (Togo, Bénin), coll. Terre humaine, 2003, éd. Pocket-Terre humaine, 2007, Coll. Terre humaine, Plon, 2020
- Barbara Tedlock, Rituels et pouvoirs. Avec les indiens Zuñis-Pueblo (Nouveau-Mexique), 2004; or. 1992.

- Barbara Glowczewski, Rêves en colère. Alliances aborigènes dans le nord-ouest australien, 2004.
- Marie-Laure Prévost, Victor Hugo, ethnographe, 2005.
- Jacques Lacarrière, Chemins d’écriture, 2005; or. 1988.
- Pascal Dibie, Le Village métamorphosé. Révolution dans la France profonde, 2006.
- Isaac Leib Peretz, Les Oubliés du shtetl. Yiddishland, 2007; or. 1892; prologue de J. Malaurie, études de N. et M. Weinstock.
- Edouard Coeurdevey, Carnets de guerre, 1914-1918. Un témoin lucide, 2008, préface de J. Marseille.
- François-Robert Zacot, Peuple nomade de la mer. Les Badjos d'Indonésie, 2009 (réédition augmentée en 2014).

### Années 2010
- Davi Kopenawa y Bruce Albert, La Chute du ciel. Paroles d'un chaman yanomami, 2010
- Kudsi Erguner, La Flûte des origines. Un Soufi d'Istanbul, entretiens avec Dominique Sewane, 2013
- Rémi Bordes, Le chemin des humbles
- Jean-Marie Blas De Roblès, En Libye sur les traces de Jean-Raimond Pacho, 2016
- Roland Vilella, La sentinelle de fer. Mémoires de bagne de Nosy Lava (Madagascar)
- Robert Colonna d'Istria, Une famille corse. 1200 ans de solitude, 2019

### Années 2020
- Philippe Charlier, Vaudou : l'homme, la nature et les dieux, 2020
- Olivier Weber, Au royaume de la lumière : un voyage en Himalaya, 2021
- Michèle-Baj Strobel, Les Gens de l'or
- Vincent Hiribarren, Un manguier au Nigeria
- Caroline Audibert, Des loups et des hommes
- Mireille Aïn, Cinq Tambours pour deux serpents
- Dominique Sewane, Le Souffle du mort
- Sylvie Lasserre, Le Ciel et la Marmite : avec les femmes chamanes d'Asie centrale.